# Ospizio della Quarconia
L'ex-ospizio della Quarconia o casa dei Monellini o ospizio di San Filippo Neri era un'istituzione caritatevole di Firenze situata in via dei Cimatori.

## L'ospizio
Venne fondata nel 1650 da Ippolito Francini, un artigiano occhialaio amico del granduca Ferdinando II de' Medici, come ricovero per orfani vagabondi: si tratta del primo riformatorio del quale si abbia notizia.
Viste le deprecabili condizioni di vita randagia che conducevano alcuni ragazzi, privi di famiglia, alloggio e sostentamento, Ippolito Francini li ospitò prima direttamente nella sua abitazione e poi nel chiasso Baroncelli, in un magazzino concessogli dal cardinale Leopoldo de' Medici. Oltre al mangiare, veniva curata particolarmente l'istruzione affinché i ragazzi potessero correttamente reinserirsi nella normale vita cittadina. L'amore e la virtù del Francini nell'esercizio di questa carità, ebbe però fine dopo soli tre anni quando nell'ottobre del 1653, il pio uomo volendo metter pace fra due duellanti, si frappose tra le lame delle loro spade finendo gravemente ferito; poco dopo cessò di vivere perdonando chi lo aveva trafitto e raccomandando i suoi “monellini” a due carissimi amici: il sacerdote Filippo Franci e Benedetto Salvi.
Le aspettative non furono deluse: per concessione granducale fu aperto il grande edificio detto "della Quarconia" nei pressi della Loggia dei Lanzi, che divenne il rifugio dei poveri ragazzi della strada. Don Franci, della congregazione di San Filippo Neri, prese talmente a cuore l'istituzione da organizzarla in tutti i particolari, non ultimo quello dell'igiene al fine di debellare, con un suo speciale unguento, la diffusa malattia della tigna.
I locali vennero utilizzati dal 1667 fino alla sua soppressione nel 1786, quando i monelli vennero trasferiti prima in via delle Casine 7, in un edificio già dei Minimi di San Francesco di Paola annesso alla chiesa di San Giuseppe. Nel 1853 in questa nuova sede Luigi Passerini registrava la presenza di 62 ragazzi, così come l'esistenza nei locali terreni di botteghe "da darsi a diversi capi di officine a modica pigione, ad oggetto di potervi disporre ad apprendere i vari mestieri quel maggior numero di alunni che sia possibile, e così più facilmente poterli avere soggetti alla continua sorveglianza dei superiori".
Più tardi gli orfani vennero trasferiti alla "Pia Casa di Lavoro di Montedomini". Della presenza dell'orfanotrofio in via dei Cimatori resta traccia nel tabernacolo della Quarquonia, dove è raffigurato san Filippo Neri che presenta i monelli alla Vergine.

## Il teatro della Quarconia o del Giglio
Dopo la soppressione negli stessi ambienti, nel 1787, venne aperto il teatro della Quarquonia (1789) da Gioacchino Cambiagi, che vi creò un luogo per il divertimento popolaresco, sfidando persino le insistenti ingiunzioni del Granduca che ne chiedeva la demolizione. Il teatro era famoso per le recite di vernacolari e qui debuttò la maschera di Stenterello, peculiare di Firenze.
La sala mantenne il suo carattere popolare anche quando nel 1826 venne chiamato teatro del Giglio.

## Il teatro Leopoldo o Nazionale
Nel 1840 il teatro venne acquistato da Lucherini, che lo fece trasformare dall'architetto Vittorio Bellini (già autore del teatro Alfieri in Santa Croce, abbattuto nel 1934) dandogli l'aspetto attuale, con cinque ordini di palchi e una pregevole scalinata neoclassica. Il teatro mutò nome in teatro Leopoldo (in onore del Granduca Pietro Leopoldo) e anche il tipo di spettacolo offerto, destinato ormai a un pubblico colto e raffinato. Nel giro di poco tempo però l'impresario dovette arrendersi alla concorrenza degli altri teatro d'opera cittadini, più grandi e frequentati, tornando a un repertorio meno impegnativo, votato al teatro filodrammatico.
Dopo l'annessione al regno d'Italia il teatro divenne  "Teatro Nazionale", palcoscenico per commedie brillanti. Nel 1919 fu la sede del primo congresso nazionale dei Fasci di combattimento e da qui un giovane Benito Mussolini lanciò i suoi reclami inneggianti la Marcia su Roma. Nel dopoguerra divenne il "Cinema Nazionale", mantenendo tuttavia alcune attività di avanspettacolo. La vocazione proletaria rimase immutata, tanto che negli anni sessanta le poltrone dei palchi vennero incatenate per evitare che venissero portate a casa dal pubblico o lanciate per sfogare il suo dissenso. Dal 1923 divenne di proprietà della famiglia Castellani.

## Il Cinema Nazionale
In seguito è diventato un cinematografo e ha mantenuto questa destinazione d'uso fino ad oltre la metà degli anni ‘80. Dopo la chiusura, ha ospitato retrospettive, spettacoli, sfilate di moda (memorabile quella del 2007 in occasione di Pitti uomo).
Adesso è chiuso ed oggetto di motevole interesse, in attesa di riqualificazione

## Etimologia
Curiosa è l'origine del nome "Quarconia" (o "Quarquonia" o ancora "Carconia"). Ben presto il termine passò da proprio a comune, per indicare altri analoghi ospizi per ragazzi senza una fissa dimora: troviamo infatti a Pisa, fondata nel 1648, una Pia Casa di Carità che ebbe anche il nome popolare (documentato dal 1781) di Qualconia e Carconia, a Grosseto un'altra Quarconia fondata nel 1695, a Siena, dal 1698, una Quarconia detta anche Ospizio di Pietà.
Dato che il termine designa un istituto pio, si potrebbe presupporre un prestito dalla lingua sacra, come una successione un po' storpiata delle due parole latine QUARE, perché, e QUONIAM, poiché, ma rimane da definire la motivazione di questa scelta da parte dei parlanti. Già il primo biografo del Franci prova a dare una spiegazione, facendo risalire i due termini latini all'inizio della domanda che facevano i "Ricercatori" ai fanciulli per le strade. Pare difficile tuttavia che questo dialogo tra catturati e catturatori avvenisse in latino, e pare altrettanto pretenziosa la notizia che si dà di un certo magistrato di cognome Calconia che abbia dato il nome all'ospizio.
Quando sembrava non ci fosse verso di risolvere l'enigma, la fortuna ha voluto che capitasse nelle mani degli studiosi una rara informazione annotata dall'erudito del Settecento Bindo Simone Peruzzi in una copia della biografia del Franci conservata ancor'oggi nel Fondo Magliabechiano della Biblioteca Nazionale Centrale di Firenze. L'erudito annota che il nome di Quarquonia venisse da un venditore di pali di castagno che lavorava dove sarebbe sorto il Refugio di san Filippo Neri. Quarquonia era il soprannome dell'artigiano che, incolto, conosceva solamente quelle due parole di latino e le ripeteva spesso. La storia delle parole non è nuova a questi esempi di soprannomi delocutivi, basti citare un personaggio della novella del Decameron di Frate Cipolla detto "Verbum-caro-fatti-alle-finestre" o, più recentemente, del protagonista di Vino e pane di Ignazio Silone chiamato Sciatàp (dall'inglese Shut up).
A questo punto è facile riconoscere che le parole QUARE e QUONIAM provengono dai versetti del Salmo 42, recitati ad ogni Messa da sacerdote e chierichetti: "[...] quare tristis es anima mea, et quare conturbas me?/Spera in Deo, quoniam adhuc confitebor illi:/salutare vultus mei, et Deus meus".